# Kirk Baxter
Kirk Baxter (Sydney, 1972) è un montatore australiano.
Ha ottenuto la nomination ai Premi Oscar 2009 per il suo lavoro di montaggio nel film Il curioso caso di Benjamin Button. Ha vinto invece l'Oscar al miglior montaggio sia nel 2011 (per The Social Network) che nel 2012 (Millennium - Uomini che odiano le donne). In tutte e tre le occasioni ha collaborato con Angus Wall.
Nel 2011 ha vinto anche il Premio BAFTA.

## Filmografia parziale
- Il curioso caso di Benjamin Button (The Curious Case of Benjamin Button), regia di David Fincher (2008)
- The Social Network, regia di David Fincher (2010)
- Millennium - Uomini che odiano le donne (The Girl with the Dragon Tattoo), regia di David Fincher (2011)
- House of Cards - serie TV, 2 episodi (2013)
- L'amore bugiardo - Gone Girl (Gone Girl), regia di David Fincher (2014)
- Mank, regia di David Fincher (2020)
- The Killer, regia di David Fincher (2023)
- Dumb Money, regia di Craig Gillespie (2023)